# Могильчино (Бурынский район)
Могильчино (укр. Могильчине) — село,
Чернечослободский сельский совет,
Бурынский район,
Сумская область,
Украина.
Код КОАТУУ — 5920989102. Население по данным 1983 года составляло 20 человек .
Село ликвидировано в 2000 году .

## Географическое положение
Село Могильчино находится на левом берегу реки Терн,
выше по течению на расстоянии в 3,5 км расположено село Бурики,
ниже по течению на расстоянии в 2 км расположено село Вознесенка,
на противоположном берегу — село Снежки.
Рядом проходят автомобильные дороги Т-2504 и Т-1916.

## История
- 2000 — село ликвидировано [1].